# 성도준
성도준은 대한민국의 텔레비전 드라마 연출감독이다.

## 드라마
- 2006년 KBS2 월화드라마 《구름계단》(공동연출)
- 2008년 SBS 월화드라마 《사랑해》(공동연출)
- 2008년 SBS 드라마스페셜 《워킹맘》(공동연출)
- 2009년 SBS 주말특별기획드라마 《스타일》(공동연출)
- 2011년 MBC 수목미니시리즈 《넌 내게 반했어》(공동연출)
- 2012년 ~ 2013년 tvN 일일연속극 《유리가면》(연출)
- 2014년 ~ 2015년 tvN 일일연속극 《가족의 비밀》(연출)
- 2018년 tvN 드라마 스테이지 2019 《진추하가 돌아왔다》(연출)
- 2020년 영화 & 웹드라마 8부작 《위시유》(연출 & 극본)
- 2021년 TV조선 토일미니시리즈 《엉클》(공동연출)
- 2022년 OTT BL 8부작 《펜스밖은 해피엔딩》(연출 & 각색)